# Sale, Piemonte
Sale är en ort och kommun i provinsen Alessandria i regionen Piemonte i Italien. Kommunen hade 4 043 invånare (2018).